# Публий Корнелий Сципион Назика (претор)
Пу́блий Корне́лий Сципио́н Нази́ка (лат. Publius Cornelius Scipiō Nāsīca; умер после 80 года до н. э.) — римский военный и политический деятель из патрицианского рода Корнелиев Сципионов, занимавший около 93 года до н. э. должность претора.

## Биография
Был сыном Публия Корнелия Назики Серапиона, консула в 111 году до н. э., и Цецилии Метеллы. Супруга, Лициния Прима, была дочерью Луция Лициния Красса.
В 93 году до н. э., вероятно, являлся претором, подавил восстание в Испании.
В 80 году был одним из адвокатов Секста Росция из Америи, обвиняемого в отцеубийстве.